# Сіддебюрен
Сіддебюрен (нід. Siddeburen, нід. вимова: [sɪdəbyrən]) — село в нідерландській провінції Гронінген. Входить до муніципалітету Мідден-Гронінген.
Його площа становить 22,04км², а населення станом на 2021 рік складало 3 205 осіб.
Перша згадка про населений пункт датується 1226 роком.
До 1826 року мало статус окремого муніципалітету.